# Томасівська сталь
Томасівська сталь — сталь, що її виплавляють з томасівського чавуну в конвертерах томасівським способом. Порівняно з мартенівською сталлю (з тим самим вмістом вуглецю) в ній більше азоту (0,010— 0,020 %), сірки і фосфору (по 0,05—0,06 %), внаслідок чого вона відзначається меншими пластичністю та ударною в'язкістю. Томасівська сталь схильна до старіння, ламкості у холодному стані. Якість її підвищували, продуваючи повітрям, збагаченим киснем, парокисневою сумішшю, сумішшю кисню і вуглекислого газу.
Частка томасівської сталі наприкінці ХІХ століття становила 25 % від світового виробництва сталі. Однак, з першої половини ХХ століття її виробництво поступово зменшувалося і у 1974 році становило лише 2 %. З томасівської сталі виготовляли фасонні профілі, штаби, листопрокат, вироби, що не зазнають навантаження на розтяг тощо.